# Mycomya campestra
Mycomya campestra är en tvåvingeart som beskrevs av Coher 1959. Mycomya campestra ingår i släktet Mycomya och familjen svampmyggor. Inga underarter finns listade i Catalogue of Life.